# Windmühle Klein Germersleben
Die Windmühle Klein Germersleben ist eine denkmalgeschützte Windmühle im zur Stadt Wanzleben-Börde in Sachsen-Anhalt gehörenden Ortsteil Klein Germersleben.

## Lage

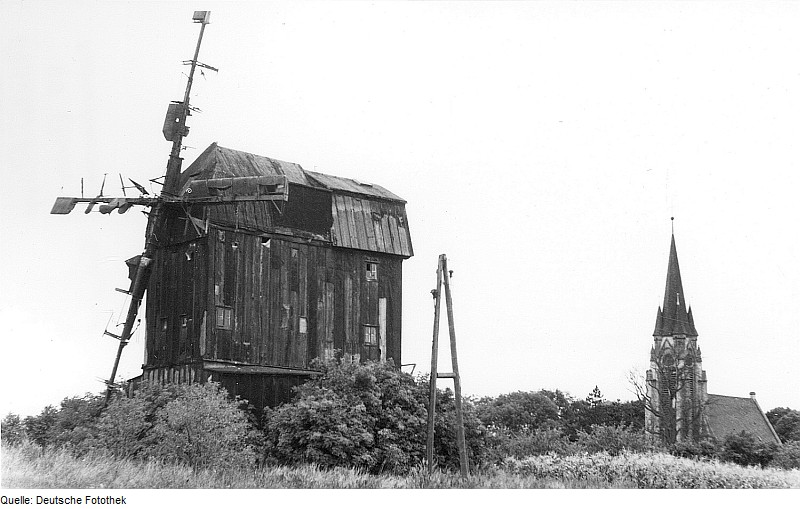
Zustand im August 1973

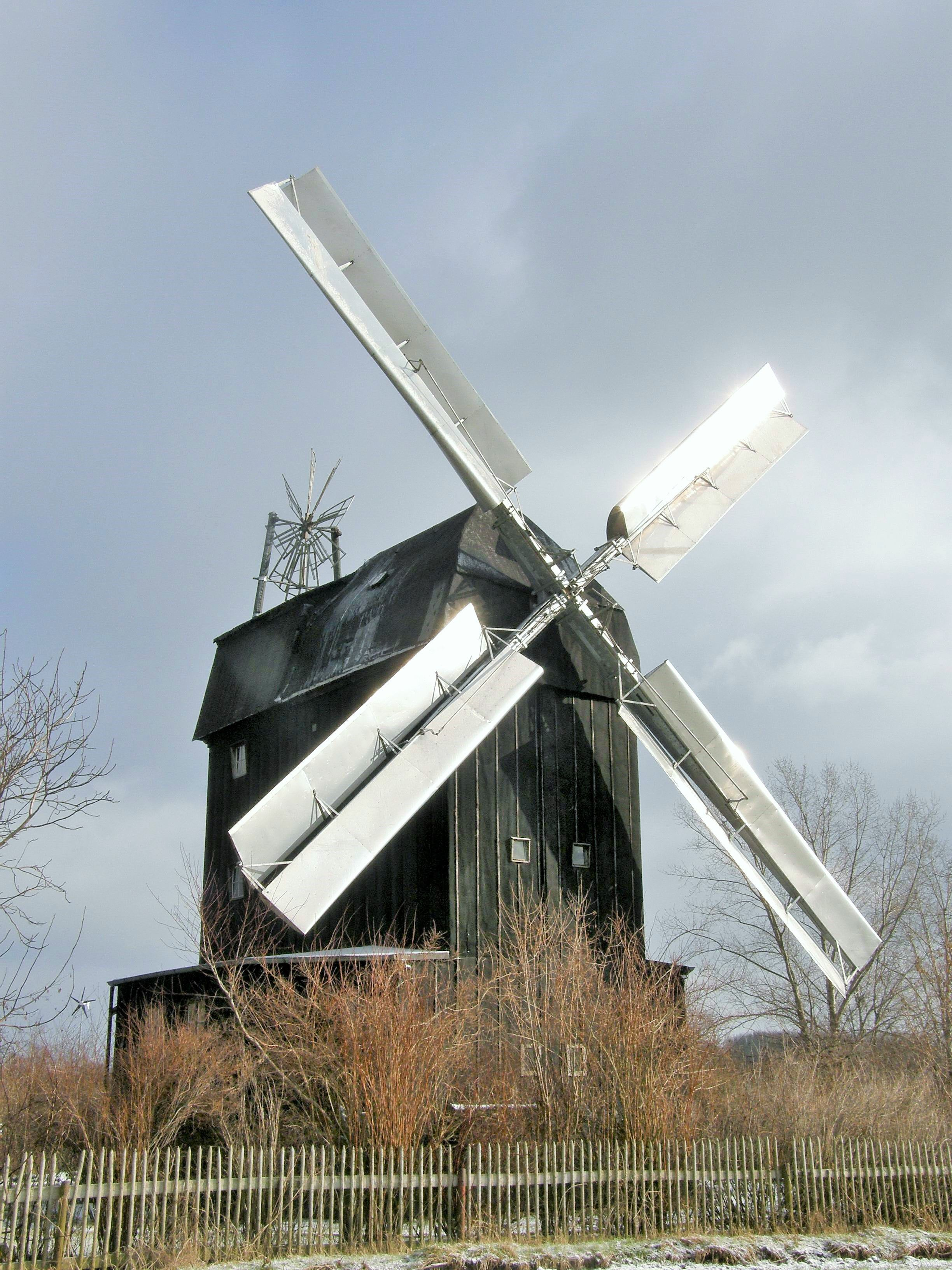
Zustand im Jahr 2009

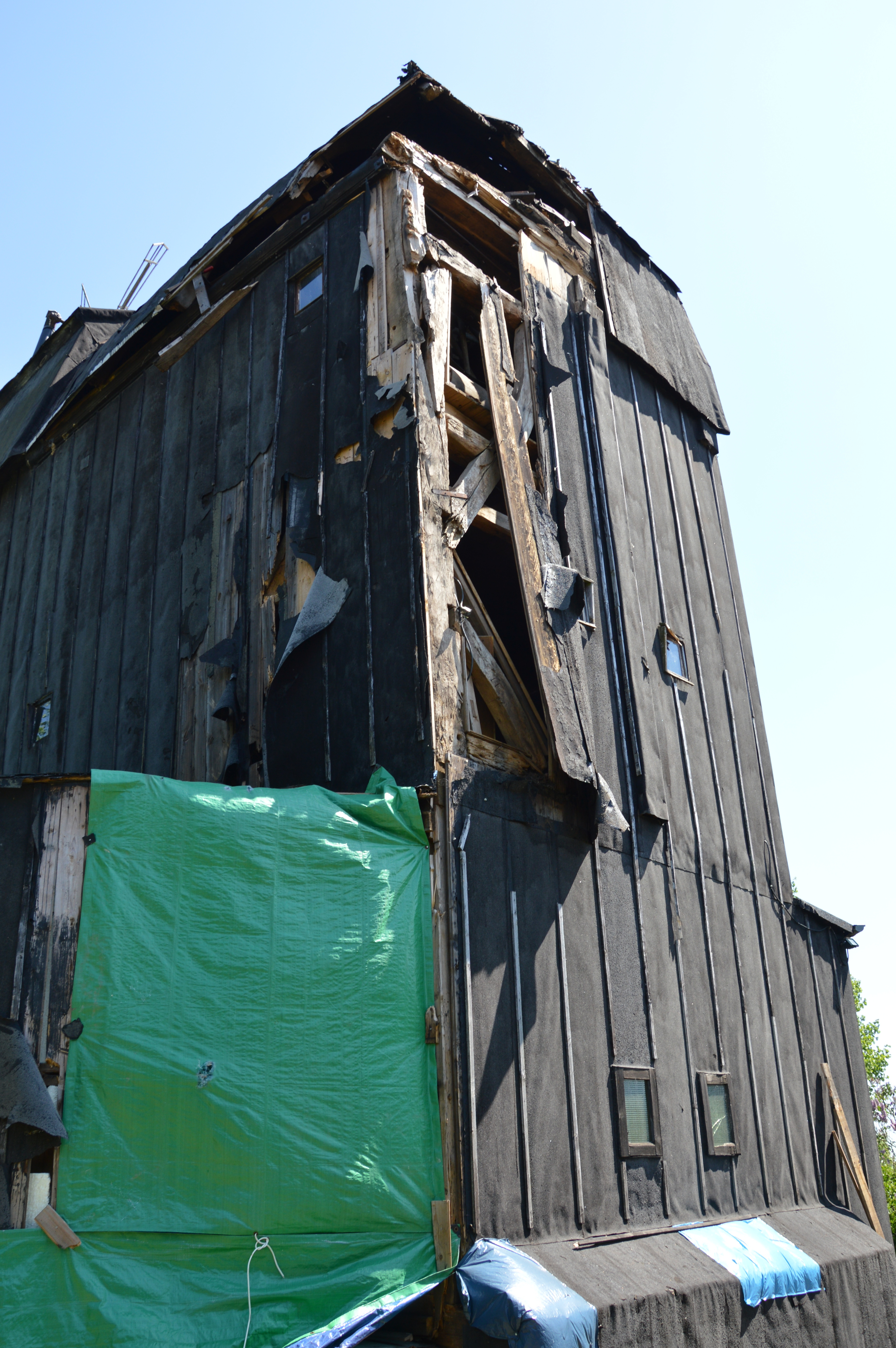
Blick auf fehlendes Flügelkreuz und Sturmschaden im Mai 2018

Die Windmühle befindet sich am westlichen Ortsrand von Klein Germersleben an der Adresse Feldstraße 11 c.

## Architektur und Geschichte
Die Windmühle wurde 1848 erbaut und stand ursprünglich in Seehausen (Börde). Im Jahr 1949 wurde sie an ihren heutigen Standort umgesetzt. Zugleich wurde die zunächst als Bockwindmühle gebaute Mühle durch die Firma Kühl zur Paltrockwindmühle umgebaut. Das Flügelkreuz war als Bilausche Ventikanten mit Drehhecks gestaltet und als Stahlkonstruktion ausgeführt. Die Spitzenlängen betrugen neun Meter.
Die heute nicht mehr funktionsfähige Windrose verfügt über einen Durchmesser von 3,60 Meter. Die Mühlentechnik ist weitgehend erhalten. So findet sich in der Mühle ein doppelter Walzenstuhl, ein Schrotgang, ein Wurf- und ein Plansichter, eine Reinigung und eine Mischmaschine. Darüber hinaus sind auch weitere Elemente wie Transmissionen, Aufzug und Elevatoren vorhanden. Im August 1973 wurde der damals schlechte bauliche Zustand vom Mühlenforscher Günter Rapp dokumentiert. Später erfolgte eine Sanierung.
Bei der Windmühle handelte es sich um die einzige Paltrockmühle in Deutschland, die über ein funktionstüchtiges Ventikanten-Flügelkreuz verfügte. Am 18. Januar 2018 wurde das Flügelkreuz jedoch während des Orkans Friederike zerstört und die Mühle ernsthaft beschädigt. Eine Reparatur erfolgte 2020, wobei jedoch keine Ventikanten, sondern Jalousienflügel verwendet wurden, wie sie die Windmühle bereits bis 1948 hatte.
Im örtlichen Denkmalverzeichnis ist die Mühle unter der Erfassungsnummer 094 95726 als Baudenkmal verzeichnet.